# 매냐스
매냐스는 온라인 야구 전문 사이트 코리아볼닷컴의 토론게시판이다.

## 같이 보기
- 아이 러브 베이스볼
- 베이스볼 S
- 베이스볼 투나잇 야
- 워너 B
- 사사구
- 이광용의 옐로우카드
- 슈퍼루키
- 브레이킹 뉴스